# Zentrierte Sechseckszahl

37 Kugeln in Form ineinandergeschachtelter Sechsecke

Eine zentrierte Sechseckszahl oder Hexzahl ist eine Zahl, die sich nach der Formel
{\displaystyle 3n^{2}-3n+1\,}
aus einer natürlichen Zahl {\displaystyle n} berechnen lässt. Die ersten zentrierten Sechseckszahlen sind
1, 7, 19, 37, 61, 91, 127, 169, 217, 271, 331, … (Folge A003215 in OEIS)
Eine zentrierte Sechseckszahl beziffert eine Anzahl von Kreisen, so dass ein Kreis in der Mitte so gleichmäßig von Kreisen umgeben ist, dass diese ein regelmäßiges Sechseck bilden. Sie gehören zu den zentrierten Polygonalzahlen, also auch zu den figurierten Zahlen. 

## Beziehungen zu anderen figurierten Zahlen

### Kubikzahlen
Die Summe der ersten {\displaystyle n} zentrierten Sechseckzahlen {\displaystyle ZS_{i}} ergibt die {\displaystyle n}-te Kubikzahl {\displaystyle K_{n}}:
1 = 1 ; 1 + 7 = 8 ; 1 + 7 + 19 = 27 ; 1 + 7 + 19 + 37 = 64 ; ...
{\displaystyle K_{n}=ZS_{1}+ZS_{2}+\ldots +ZS_{n}}
Denn diese Formel ist gültig:
{\displaystyle ZS_{n}=n^{3}-(n-1)^{3}}

### Quadratzahlen
Wenn man folgende Gleichung löst, dann kann man zentrierte Sechseckzahlen finden, die auch Quadratzahlen sind:
{\displaystyle m^{2}=3n^{2}-3n+1\ }
Solche Zahlen sind zum Beispiel 169, 32761 und 6355441. Noch schneller können diese Zahlen über folgende Formel gefunden werden:
{\displaystyle ZS{\bigl \{}{\frac {1}{6}}{\sqrt {3}}\sinh[(2n-1)\operatorname {arcosh} (2)]+{\frac {1}{2}}{\bigr \}}={\bigl \{}{\frac {1}{2}}\cosh[(2n-1)\operatorname {arcosh} (2)]{\bigr \}}^{2}}
Hierbei soll eine natürliche Zahl für n eingesetzt werden.

### Dreieckszahlen
Die {\displaystyle n}-te zentrierte Sechseckszahl lässt sich auch nach der Formel
{\displaystyle 6\cdot \Delta _{n-1}+1=6\cdot {\frac {n\cdot (n-1)}{2}}+1}
mit Hilfe der {\displaystyle (n-1)}-ten Dreieckszahl {\displaystyle \Delta _{n}} berechnen.
Wenn man folgende Gleichung löst, dann kann man zentrierte Sechseckzahlen finden, die auch Dreieckszahlen sind:
{\displaystyle {\frac {m\cdot (m+1)}{2}}=3n^{2}-3n+1\ }
Solche Zahlen sind zum Beispiel 91, 8911 und 873181. Noch schneller können diese Zahlen über folgende Formel gefunden werden:
{\displaystyle ZS{\bigl \{}{\frac {1}{4}}{\sqrt {2}}\sinh[(2n-1)\operatorname {arsinh} ({\sqrt {2}})]+{\frac {1}{2}}{\bigr \}}={\frac {3}{16}}\cosh[(4n-2)\operatorname {arsinh} ({\sqrt {2}})]+{\frac {1}{16}}=}
{\displaystyle =\Delta {\bigl \{}{\frac {1}{2}}{\sqrt {3}}\cosh[(2n-1)\operatorname {arsinh} ({\sqrt {2}})]-{\frac {1}{2}}{\bigr \}}}
Hierbei soll eine natürliche Zahl für n eingesetzt werden.

## Summe der Kehrwerte
Die Summe der Kehrwerte der zentrierten Sechseckszahlen ist konvergent: Es gilt 
{\displaystyle \sum _{k=1}^{\infty }ZS_{k}^{-1}={\frac {1}{3}}{\sqrt {3}}\,\pi \tanh {\bigl (}{\frac {1}{6}}{\sqrt {3}}\,\pi {\bigr )}=1{,}305284153...}
Die Summe der Kehrwerte der Quadrate von den zentrierten Sechseckszahlen hat folgenden Wert:
{\displaystyle \sum _{k=1}^{\infty }ZS_{k}^{-2}={\frac {2}{3}}{\sqrt {3}}\,\pi \tanh {\bigl (}{\frac {1}{6}}{\sqrt {3}}\,\pi {\bigr )}-{\frac {1}{3}}\pi ^{2}\operatorname {sech} {\bigl (}{\frac {1}{6}}{\sqrt {3}}\,\pi {\bigr )}^{2}=1{,}024466892439...}